# Atsushi Mio
Atsushi Mio (jap. 美尾 敦 Mio Atsushi; ur. 26 stycznia 1983) – japoński piłkarz występujący na pozycji pomocnika.

## Kariera klubowa
Od 2001 do 2014 roku występował w klubach Ventforet Kofu, Kyoto Sanga FC, Gainare Tottori i FC Gifu.